# コアイ・マラル
コアイ・マラル（モンゴル語: Qo'ai maral、中国語: 豁埃馬闌勒）とは、モンゴル部族の伝説上の始祖。『元朝秘史』などの史書によると、ボルテ・チノとコアイ・マラルとの間に生まれた子孫が、モンゴル部族を形成したとされる。

## 概要
モンゴル語で伝えられてきた伝承を漢字で音訳・翻訳した年代記『元朝秘史』には以下のような伝説が記録されている。
また、『集史』には「ネクズ・キヤン」にまつわる始祖伝承が記録されており、「ボルテ・チノ伝承」とこの伝承は「男女が遠方よりブルカン・カルドゥンを訪れ、その子孫がモンゴル部族の始祖となった」とする点で共通しており、同じ始祖伝承から派生した逸話ではないかと考えられている。
ネクズとキヤンはモンゴル部に属する氏族集団の名称でもあり、12世紀末にモンゴル部で最も有力な集団こそがキヤト氏と、ネクズ氏から派生したタイチウト氏であった。ネクズ氏はチノス（狼）氏という別名も有しており、モンゴル部の始祖とされるBörte čino=NekuzとQo'ai maral=qiyanとは、12世紀末の有力集団タイチウト氏とキヤト氏の族霊（オンゴン）、すなわち狼と鹿をモチーフとするものではないかと推測されている。
なお、1206年にチンギス・カンが任命した95名の千人隊長（ミンガン）の中には「マラル（馬剌勒）」という人名が見られ、コアイ・マラルと同様に「鹿」に由来する名前と見られるが、この人物については他に一切記述がなく出自・来歴については全く知られていない。

## コアイ・マラルの末裔
ボルテ・チノ - 妻子コアイ・マラル
- 1. バタチカン
  - 2. タマチャ
    - 3. コリチャル・メルゲン
      - 4. アウジャン・ボロウル
        - 5. サリ・カチャウ
          - 6. イェケ・ニドン
            - 7. セン・ソチ
              - 8. カルチュ
                - 9.ボルジギダイ・メルゲン - 妻子モンゴルジン・コア
                  - 10. トロゴルジン・バヤン - 妻子ボロクチン・コア
                    - 11. ドア・ソコル
                    - 11. ドブン・メルゲン - 妻子アラン・コア
                      - 12. ベルグヌテイ
                      - 12. ブグヌテイ

---
- 12. ブグゥ・カタギ
- 12. ブカトゥ・サルジ
- 12. ボドンチャル
  - 13. バリン・シイラトゥ・カピチ
    - 14. メネン・トドン - 妻子ノムルン
      - 15. カチ・クルク
        - 16. カイドゥ
          - 17. バイ・シンコル・ドクシン
            - 18. トンビナイ・セチェン
              - 19. カブル・カン
                - 20. オキン・バルカク
                - 20. バルタン・バートル
                  - 21. モンゲトゥ・キヤン
                  - 21. ネクン・タイシ
                  - 21. イェスゲイ - 妻子ホエルン
                    - 22. テムジン
                    - 22. ジョチ・カサル
                    - 22. カチウン
                    - 22. テムゲ・オッチギン
                    - 22. ベクテル
                    - 22. ベルグテイ

                  - 21. ダアリタイ・オッチギン

                - 20. クトクトゥ・モンゴル
                - 20. クトラ・カン
                - 20. クラン
                - 20. カダアン
                - 20. トドエン・オッチギン

              - 19.  セン・セチェレ

          - 17. チャラカイ・リンクゥ
            - 18. セングン・ビルゲ
              - 19. アンバガイ・カン

          - 17. チャウジン・オルテゲイ